# 카타리나 베레쇼바

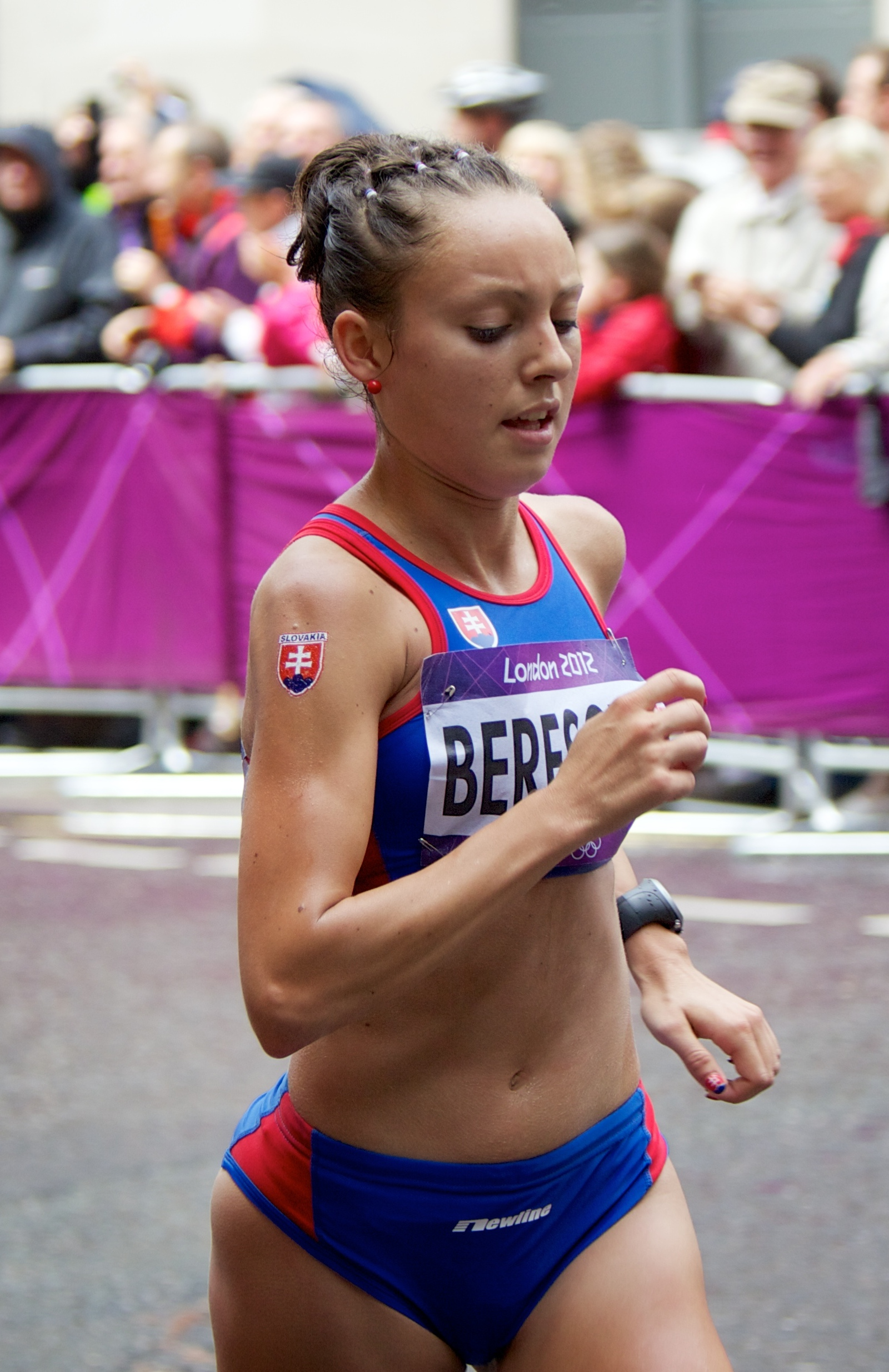
2012년 하계 올림픽 여자 마라톤 경기중에

카타리나 베레쇼바(슬로바키아어: Katarína Berešová; 1987년 10월 10일 ~ )는 슬로바키아의 트레비쇼우에서 태어난 슬로바키아의 여자 육상 장거리 종목 선수이다. 신장은 1.63 m (5 ft 4 in)이고, 체중은 47 kg (104 lb)이다.
2012년 하계 올림픽에는 마라톤에 참가했는데 2시간 48분 11초로 99등으로 마무리했다.

## 국제 대회 성적
- 유러피언 게임 ( 아제르바이잔 바쿠) - 혼성 단체

## 개인 최고 기록
| 종목    | 시간            | 날짜             | 기타 |
| ------- | --------------- | ---------------- | ---- |
| 3000m   | 9분 48초 52     | 2010년 5월 21일  |      |
| 5000m   | 16분 50초 9     | 2010년 5월 3일   |      |
| 10,000m | 33분 11초 66    | 2014년 3월 5일   |      |
| 마라톤  | 2시간 39분 11초 | 2011년 10월 30일 |      |